# Särö
Särö est une localité suédoise située sur le territoire de la commune de Kungsbacka, dans le Comté de Halland. En 2005, on y dénombrait 2 982 habitants (contre 2 866 en 2000) pour une superficie de 453 hectares.
Särö est à quinze kilomètres au sud de Göteborg, dans la péninsule de Särö située en bordure du Cattégat. On y trouve un terrain de golf, ainsi qu'une église édifiée en 1923. La localité doit une partie de sa renommée au fait que le roi Gustave V de Suède venait souvent y jouer au tennis.